# 72かのナニかの何?
「72かのナニかの何?」（なにかのナニかのなに?）は、新しい地図 join ミュージックの楽曲。2022年3月6日にワーナーミュージック・ジャパンからApple Music、Spotifyをはじめとする音楽ストリーミングや、iTunes Storeなど音楽ダウンロード配信サービスを通じてデジタル配信された。

## 概要
新しい地図の3人が出演するAbemaTVのAbemaSPECIAL2チャンネルで生配信されているバラエティ番組『7.2 新しい別の窓』の初代テーマソングである。
2018年4月1日放送『7.2 新しい別の窓』第1回放送で初披露され、番組で毎回のように歌われていた。
シングルとしての配信は初披露から4年近く経過した2022年3月6日より開始した。2021年末に初披露された、同番組の2代目テーマソング「だったらdance!!」との同時配信。

## 楽曲
1. 72かのナニかの何?
  - 作詞：大竹創作、作曲・編曲：山下宏明
  - AbemaTVバラエティ番組『7.2 新しい別の窓』テーマソング